# Iron Helix
Iron Helix ist ein FMV Adventure aus dem Genre des Survival Horror, das von Drew Pictures entwickelt und 1993 von Spectrum HoloByte veröffentlicht wurde. Das Spiel ist ein frühes Beispiel für ein CD-basiertes Spiel, bei dem Videoelemente in herkömmliche 2D-Karten und Steuerungen integriert wurden. Peter Stone von Xorcist erstellte den Soundtrack und das gesamte Sounddesign.

## Handlung
Die Handlung des Spiels spielt weit in der Zukunft, in der sich die Menschheit in einem „kalten Krieg“ mit einer außerirdischen Spezies namens Thanatosianer befindet. Während der Zielübung einer Erdflotte, die einen unbewohnten Planeten zerstören soll, wird der schwere Zerstörer Jeremiah O’Brien mit einem unbekannten Virus infiziert, der die Besatzung mutieren lässt. Der Sicherheitsroboter der O’Brien, der einfach als „Defender“ bezeichnet wird, erkennt sie aufgrund der veränderten DNA nicht mehr, hält sie daher für Eindringlinge und tötet sie. Aufgrund einer offensichtlichen technischen Fehlfunktion glaubt der Computer der O’Brien, sich in einer echten Kriegssituation zu befinden, und wählt den Planeten Calliope als Ziel für die Zerstörung aus. Wie alle Zerstörer der Cerberus-Klasse der menschlichen Flotte verfügt die O’Brien über eine Waffe namens „Iron Helix“, die in der Lage ist, alles Leben auf einem Planeten in einem einzigen Akt zu vernichten. Ein Angriff auf Calliope, einen friedlichen thanatosianischen Planeten, würde den Krieg jedoch „heiß“ werden lassen.
Der Spieler befindet sich an Bord des wissenschaftlichen Forschungsschiffs 'Indiana' und wird von den Streitkräften der Erde kontaktiert, um die O’Brien aufzuhalten, da die 'Indiana' das einzige Schiff in der Nähe ist. Da das Schiff mit dem unbekannten Virus infiziert ist, steuert der Spieler ein Roboter-Drohne, die zur Erkundung hinübergeschickt wird. Da die meisten Schiffssysteme mit DNA-Detektoren gesperrt sind, muss die Drohne unverseuchte DNA-Proben der Besatzung sammeln, um Zugang zu verschiedenen gesicherten Bereichen an Bord zu erhalten. Die Drohne kann sich auch mit den Datenports der O’Brien verbinden, um deren Systeme, zum Beispiel zum Öffnen der Türen oder um ausführende Befehle einzugeben, zu bedienen.

## Spielablauf
Das Spiel findet auf einem Bildschirm statt, der in mehrere Abschnitte unterteilt ist. Unten links, etwa ein Viertel des Bildschirms einnehmend, befindet sich ein einfaches Bedienfeld mit Tasten, die den Roboter in eine der vier Himmelsrichtungen bewegen oder, falls er sich in einem vertikalen Schacht befindet, nach oben und unten. Die Tasten leuchten auf, um anzuzeigen, in welche Richtungen sich der Roboter von seiner aktuellen Position aus bewegen kann. Rechts davon befindet sich eine kleine 2D-Karte des Schiffes, die die aktuelle Ebene oder das Deck anzeigt. Über diesem Bedienfeld befindet sich eine kleine fernseherähnliche Anzeige, die eine 3D-Ansicht aus der Perspektive des Roboters zeigt und etwa ein Fünftel der Anzeige einnimmt. Rechts davon befindet sich ein Videofenster, das zum Abspielen von Videos verwendet wird, die von den Datenports gesammelt wurden. Zwischen den beiden Anzeigen befindet sich ein kleines Bedienfeld mit Tasten, die den Roboter bedienen, DNA-Proben scannen oder auf Datenports zugreifen.
Das Schiff besteht aus mehreren Ebenen oder Decks, die vertikal durch einen Aufzug und einen Leiterschaft verbunden sind. Die Bedienung des Aufzugs benachrichtigt den Defender, sodass der Spieler die meiste Zeit den Schacht benutzt. Ein Großteil des Spiels besteht aus dem Versuch, DNA-Proben zu sammeln, die den Zugang zu anderen Bereichen des Schiffes ermöglichen, wo Proben von höherrangigen Besatzungsmitgliedern gefunden werden können. Dieser Prozess ermöglicht schließlich den Zugang zur Brücke. Darüber hinaus hat die Besatzung mehrere Videoaufzeichnungen in den Datenports hinterlassen, die Zugangscodes enthalten. Diese werden später benötigt, um den Defender zu zerstören, was auf verschiedene Arten möglich ist. Es ist beispielsweise möglich, ihn zu zerquetschen oder ins Weltall zu werfen. Sobald dies abgeschlossen ist, hat der Spieler fünf Minuten Zeit, bevor ein weiterer Defender erscheint. In dieser Zeit muss der Spieler zur Brücke gelangen und die Selbstzerstörung aktivieren. Wie bei auch der Mission, den Defender zu beseitigen, gibt es mehrere Möglichkeiten, das Schiff zu zerstören.
Das Spiel hat mehrere Schwierigkeitsgrade, die beeinflussen, wie der Defender reagiert. Auf dem Anfängerniveau ist der Defender auf der Karte des Spielers sichtbar, was es relativ einfach macht, ihn zu meiden, während seine Position in höheren Schwierigkeitsgraden nicht angezeigt wird. Im einfachsten Schwierigkeitsgrad nähert sich der Defender dem Spieler, sobald dieser den Aufzug bedient. In höheren Schwierigkeitsgraden löst jede Bewegung des Spielers eine Annäherung des Defenders aus. Auf dem fortgeschrittenen Niveau muss sich der Benutzer daher ständig bewegen, um eine Begegnung mit dem Defender zu vermeiden. Der Spieler hat drei Sonden (Leben), um das Spiel abzuschließen, und verliert, wenn alle drei zerstört sind oder die Zeit abläuft.
Im Gegensatz zur ursprünglichen PC-Version zeigt die Sega-CD-Version am Ende des Spiels eine zusätzliche Videosequenz. Nachdem der Spieler den Defender-Droiden endgültig deaktiviert und die Jeremiah O'Brian zerstört hat, wird er zurück zur Sternenbasis Amethyst gebracht, wo er erwartet, als Held für die Rettung des Planeten und die Verhinderung des Krieges begrüßt zu werden. Stattdessen wird der Spieler in einen Verhörraum gebracht. Das Spiel endet damit, dass der Spieler an einen Stuhl gefesselt wird, während er von einem Kommandanten der Erdkräfte (demjenigen, der den Spieler die ganze Zeit beraten hat) über sein Wissen über das Projekt Iron Helix verhört wird.

## Produktionsnotizen
Die Inspiration für die düstere Atomsphäre des Spiels kam Drew bei einem Besuch des realen Schiffs SS Jeremiah O'Brian.
Macromind Director wurde zur Entwicklung verwendet. Ein Problem waren die langen Ladezeiten zwischen den Animationen. QuickTime 1.0 war für das Spiel unzureichend, da es die Framerate nicht halten konnte, die vom Entwickler gewünscht wurde. Also nutzte Drew die PACo-Engine der Company of Science and Art. Eine Besonderheit war, dass die Geschichte es Spiels nicht vorher erstellt wurde, sondern während der Programmierung des Spiels. So konnte man, wenn man auf technische Schwierigkeiten traf, die Story entsprechend anpassen. Ein Beispiel dafür ist, dass CD-ROMs damals nicht ausreichend schnell Videos wiedergeben konnten, um eine Interaktion zwischen dem Spieler und einem NPC darzustellen. Daher entschied man sich, dass im Spiel alle Personen tot seien. So konnte man diese nur durch im Spiel aufgefundene Videos darstellen, und es musste nicht zu Dialogen oder Interaktionen mit dem Spieler kommen, die aufgrund der technischen Limitierungen nicht möglich wären.
Drew Huffmann, der leitende Entwickler, sagte 1997 in einem Interview, an dem Spiel haben 15 Personen 13 Monate lang gearbeitet.

## Wirtschaftlicher Erfolg
Das Spiel verkaufte sich über 500,000 Mal.

## Rezeption
Iron Helix erhielt überwiegend positive Bewertungen, auch wenn in der Fachpresse bezweifelt wurde, ob aufgrund des Release auf Macintosh viele Spieler dieses Spiel kennenlernen werden. Die ASM vergab die Auszeichnung „ASM-Hit“ und schrieb "Iron Helix verbindet Elemente der verschiedensten Genres zu einem packenden Spiel".
Die Power Play wertete mit 83 % Spielspaß und lobte insbesondere die gelungene Inszenierung.
Zwei Jahre später zeigte sich die Video Games hingegen enttäuscht von der Grafik: „Die farblose 3D-Pixel-Grafik ist selbst für das Mega-CD eine Schande“ und vergab nur noch 48 % Spielspaß.